# Arte naïf en Croacia
El arte naif se manifiesta en Croacia en la escuela de Hlebine (aldea cercana a Koprivnica) en los comienzos de los años 1930. 
Krsto Hegedušić se ha iniciado intensivamente en 1930 junto a Ivan Generalić y Franjo Mazo en la pintura con óleos sobre vidrio, obteniendo en poco tiempo un gran reconociminto mundial.
Después de la Segunda Guerra Mundial, Ivan Generalić comienza a destacar como el artista más destacado de la escuela de Hlebine enseñando la técnica a la Segunda Generación de Artistas a la cual pertenecen: Mijo Kovačić, Ivan Večenaj, I. Lacković Croata, Dragan Gaži, Franjo Filipović y Martin Mehkek. Sus obras destacan el concepto romántico del mosaico de Podravina y una idealización lírica de la vida aldeana.
Hoy en Hlebine es de atracción turística la Galería de Pintura Naif con exposición permanente de pinturas y esculturas del grupo de artistas naif y con una permanente presencia de las obras de Ivan Generalić. En dicha Galería asimismo, se realizan recitales, representaciones folclóricas que son una gran atracción para el turista.
La Galería de Josip Generalić enriquece el arte naif. También es interesante el pequeño museo construido al lado del taller del artista nombrado, en el cual se presenta una escena costumbrista de una familia aldeana a comienzos del siglo XX de esa región. En la iglesia de Santa Katarina de Hlebine el Vía Crucis fue realizado por distintos artistas de naif.
- Esta obra contiene una traducción  derivada de «Naiva» de Wikipedia en croata, publicada por sus editores bajo la Licencia de documentación libre de GNU y la Licencia Creative Commons Atribución-CompartirIgual 4.0 Internacional.

- Datos: Q17621680